# صهريج كوشة
صهريج كوشة (بالفارسية: آب‌انبار کوشه) هو صهريج تاريخي يعود إلى عصر الدولة القاجارية، ويقع في مقاطعة بردسكن، قرية كوشة.